# Hương vị Polonia
Hương vị Polonia (Polonia trong tiếng Tây Ban Nha nghĩa là Ba Lan) là một lễ hội văn hóa ở Chicago. Cụ thể, lễ hội được tổ chức trong Trung tâm Văn hóa và Hành chính Copernicus, nằm trong khu vực cộng đồng Jefferson Park, của thành phố Chicago, bang Illinois, Hoa Kỳ, vào mỗi cuối tuần của dịp lễ Lao động, kể từ năm 1980 đến nay. Lễ hội là dịp để gây quỹ lớn nhất của tổ chức Copernicus, và cũng là để kỷ niệm các di sản văn hóa, truyền thống và phong tục của Ba Lan, trong vòng bốn ngày. Trong suốt các ngày diễn ra lễ hội, sẽ có các món ăn truyền thống của Ba Lan, các hình thức vui chơi giải trí, đồng thời cũng có sự xuất hiện của nhiều nghệ nhân và thợ thủ công người Ba Lan.
Hương vị Polonia thu hút người tham gia từ Phía Tây Bắc Chicago và các khu vực lân cận. Đồng thời, lễ hội không chỉ thu hút sự chú ý của cộng đồng người Ba Lan tại Chicago mà còn cả những nhóm cộng đồng khác. Đây có thể coi là lễ hội dân tộc lớn nhất ở Chicago, với hơn 40.000 đến 60.000 lượt người tham gia lễ hội, mỗi năm trong khoảng thời gian bốn ngày.
Chính vì Hương vị Polonia là một trong những lễ hội lớn tại Chicago, mà nhiều chính trị gia đã nhắm tới nó như một điểm dừng trên hành trình trong mỗi mùa vận động tranh cử. Năm 1992, Hương vị Polonia có sự góp mặt và tham gia của Tổng thống George HW Bush. Đến năm 2000, lễ hội có thêm sự xuất hiện của Phó Tổng thống Dick Cheney,Tipper Gore và Hadassah Lieberman. Cựu Chủ tịch Hạ viện Newt Gingrich và phu nhân Callista đã đến lễ hội vào ngày 4 tháng 9 năm 2011 trong cuộc bầu cử sơ bộ của đảng Cộng hòa cho văn phòng Tổng thống Hoa Kỳ để cho trình chiếu bộ phim tài liệu 9 ngày thay đổi thế giới.
Tuy nhiên, do ảnh hưởng của Đại dịch COVID-19 mà lễ hội đã phải hoãn lại trong năm 2020.